# Flagge Biafras
Die Flagge Biafras war die Flagge der kurzlebigen, von wenigen Staaten anerkannten Republik Biafra (1967–1970), die sich von Nigeria abgespalten hatte. 

## Beschreibung und Bedeutung
Die Flagge bestand aus einer horizontalen Trikolore, also aus drei Streifen von roter, schwarzer und grüner Farbe. Vorbild war die Panafrikanische Flagge, die 1917 von Marcus Garveys Universal Negro Improvement Association (UNIA) entworfen wurde.
In dem mittleren, schwarzen Streifen der Flagge Biafras befand sich eine aufgehende Sonne. Die elf Strahlen der Sonne repräsentierten Biafras elf Provinzen. Die aufgehende Sonne fand sich bereits in dem Wappen der nigerianischen Ostprovinz, aus der Biafra sich bildete. 

## Sonstiges

Flagge der Republik Benin

Die Flagge Biafras war Vorbild für die sehr ähnliche Flagge der kurzlebigen Republik Benin, die für wenige Tage auf dem Territorium Biafras bestand.
Die „halbe“ Sonne innerhalb der Flagge war namensgebend für den Roman Die Hälfte der Sonne (englisch: Half of a Yellow Sun) von Chimamanda Ngozi Adichie, der kurz vor und während des Biafra-Krieges spielt.

## Quelle
- Znamierowski, Alfred: The World Encyclopedia of Flags, Anness Publishing Ltd. London, 2001